# 斯波經詮
斯波經詮（日语：／ Shiba Akizane ?，1500年—1559年）是日本戰国時代陸奧國大名。高水寺斯波氏家主。
《續群書類從》中的「奥州斯波系圖」中並未記載此人。「奥州斯波系圖」中記載斯波詮房以及斯波詮元為當時的當主。天文年間斯波經詮曾經攻略巖守郡。
斯波經詮和弟弟雫石詮貞和豬去詮義的統治時期是斯波家的全盛時期。其居城也曾被斯波經詮命名為「斯波御所」。
斯波經詮死後家督職務由嫡子斯波詮真繼承。